# Morača
Morača (serbisk: Морача) er den næstlængste flod i Montenegro, med en total længde på 99 km. Den har sit udspring ved landsbyen Velje Duboko i Maganikbjergene (øst for toppen Zuta Greda) midt i landet, 100 km øst for Nikšić og 200 km nord for Podgorica. 
Moraca løber næsten stik mod syd i en dyb kløft, hvor både jernbane og hovedvej nordover til Serbien går. Morača møder bifloderne Mala, og Zeta ved Podgorica. Her på Zetasletten giver Morača vand til omfattende landbrug og vindyrkning.
Syd for hovedstaden løber floden gennem et Ramsarbeskyttet sumpområde, der strækker sig 7–8 km ud til udmundingen i Shkodërsøen (Skadarskoe jezero) hvor klosteret Sveti Nikola ligger. Shkodërsøen har udløb i Bojana, ved byen Shkodër i Albanien.

## Eksterne kilder og henvisninger
- Wikimedia Commons har flere filer relateret til Morača
- Kajaksejlads på Morača

42°16′35″N 19°07′16″Ø / 42.2764°N 19.1211°Ø